# 6人ぼっち
『6人ぼっち』（ろくにんぼっち）は、2025年5月2日に公開された日本映画。監督は長編映画初監督となる宗綱弟、主演は野村康太。
性格も趣味もバラバラで、それぞれひとりぼっちの6人の高校生が広島への修学旅行で同じ班になり、行動を共にするうちに少しずつ仲間意識が芽生え始める姿が描かれる。      

## あらすじ
東京の高校の男子生徒・加山糸はクラスに1人も友だちがいない。そんな時、広島に修学旅行に行くことになり、班決めがされていくが、どの班にも入れない「ぼっち」が他にも4人いる。
女子高校生TikTokerの馬場すみれ、ガリ勉タイプの女子・新川琴、自分は人気者だと思い込んでいる男子・五十嵐大輔、気が弱く意思表示ができない女子・山田ちえ、それぞれ他のクラスメイトからは引かれてしまう存在となっている4人である。それに、旅行の当日突然現れた不登校だった飯島祐太郎を加えて、6人の班を組むことになる。
仲が良いわけでも、お互いのことに興味があるわけでもない6人だが、担任教師の島からは「必ず全員で一緒に行動するように」と強く言われてしまう。
それでも、自由行動が始まると馬場が単独行動をしたいと言い始め、他のメンバーもまとまらなくなり始める。だが、懸命に頑張ろうとする班長の加山に従い、各メンバーの希望する場所を順に訪れるということで折り合いを付けようとする。
五十嵐のバッティングセンター、馬場の広島の女子高生に人気があるという瀬戸内レモネードの店 、新川の広島城など、周っていくうちにお互いの知らない面を知っていく。加山が提案したお好み焼き店では店員が集合写真を撮ろうとしてくれたのを五十嵐が断って少しぎくしゃくするが、それでも
お互いに言葉を交わすことで少しずつ仲間意識が芽生え始める。

## キャスト

### 主要人物
加山糸
演 - 野村康太
クラスに1人も友達がいない。同じ「ぼっち」の5人と班を組まされ、強制的に班長を任されてしまう。

### 同じ班の生徒
飯島祐太郎
演 - 吉田晴登
不登校の生徒。修学旅行当日に突然現れるが、自分からは誰とも話そうとしない。
馬場すみれ
演 - 三原羽衣
自己中心的な性格のTikToker。常に「SNS映え」を意識し、修学旅行中もずっと撮影をしている。
五十嵐大輔
演 - 松尾潤
人気者になりたいと思っているが、空気の読めない言動が多く、周りから相手にされていない。
新川琴
演 - 鈴木美羽
真面目なガリ勉タイプ。周りから敬遠されている。歴史オタク。
山田ちえ
演 - 中山ひなの
おとなしく気が弱い。いつも周りに合わせてしまう。宮沢賢治が好き。

### 生徒会長・担任教師
長谷部
演 - 小西詠斗
生徒会長。一見優等生タイプで、久しぶりに登校してきた飯島にも気遣いを見せようとする。
島
演 - 賀屋壮也（かが屋）
クラスの担任教師。愉快な先生だが、言うことがすぐ変わるなどいい加減な面がある。

### 生徒
菊池
演 - 木津つばさ
小島
演 - Sora
矢島
演 - 八条院蔵人
綾乃
演 - 雪見みと
桜
演 - 溝口奈菜
村上
演 - 伊吹（伊吹とよへ）
あゆみ
演 - 篠崎彩奈
斎藤
演 - 倉本琉平
明里
演 - 河本景
美穂
演 - 下野由貴
香奈
演 - 黒江こはる
奈美
演 - 神志那結衣
宗森
演 - 桜木那智

### その他
店員
演 - 宗綱弟
加山たちが訪れる、広島のお好み焼き店の店員。

## スタッフ
- 監督 - 宗綱弟
- 脚本・企画 - 政池洋佑[1]
- エグゼクティブプロデューサー - 野田爽介[5]
- プロデューサー - 熊田泰祐[5]
- 編集 - 上野聡一[5]
- 音楽 - 坂本秀一[5]
- 配給 - ギグリーボックス[5]
- 配給協力 - フューレック[2]
- 制作プロダクション - isai[2]
- 製作幹事 - FOR YOU[2]
- 製作 - 「6人ぼっち」製作委員会